# Principio di legalità amministrativa
Il principio di legalità amministrativa, in diritto, stabilisce che la pubblica amministrazione trova nella legge i fini della propria azione e i poteri giuridici che può esercitare. Esso stabilisce, inoltre, che la pubblica amministrazione non può esercitare alcun potere al di fuori di quelli che la legge le attribuisce.
È espressione del principio democratico e della supremazia della volontà popolare.

## Riferimenti normativi
La Costituzione italiana accoglie tale principio in vari punti:
- all'art. 23 stabilendo che "Nessuna prestazione personale o patrimoniale può essere imposta se non in base alla legge";
- all'art. 42 comma 3 dicendo che "La proprietà privata può essere, nei casi previsti dalla legge, e salvo indennizzo, espropriata per motivi d'interesse generale";
- all'art. 97 dove stabilisce che "I pubblici uffici sono organizzati secondo disposizioni di legge,in modo che siano assicurati il buon andamento e l'imparzialità dell'amministrazione".
- art 1 Legge 241/90 (legge sul procedimento amministrativo): l'attività amministrativa persegue i fini determinati dalla legge secondo le modalità fissate dalla stessa legge, nonché in base ai principi individuati dall'ordinamento comunitario.

## Caratteri
L'attività amministrativa della pubblica amministrazione si deve conformare ai dettati della costituzione e, per espressa previsione delle norme costituzionali, della legge.
La pubblica amministrazione gode di una situazione di privilegio in quanto preposta al soddisfacimento dei bisogni pubblici che sono quelli e solo quelli stabiliti dal legislatore; quindi al di fuori dei casi previsti dalla legge, l'attività della pubblica amministrazione non può godere di posizioni di privilegio, di potere o di favore.
Conseguenze di questo principio sono:
1. Tipicità e nominatività degli atti amministrativi. È la legge a prevedere i singoli provvedimenti adottabili (principio di tipicità) ed è la legge a indicare quale sia il provvedimento da adottare per il perseguimento di un fine pubblico;
2. Principio dell'esecutorietà, cioè eccezionalità dell'esecutorietà dei provvedimenti che comportano obblighi per i destinatari, ai sensi dell'art. 21-ter della legge 241/1990. Ciò significa eccezionalità dei casi in cui all'amministrazione è riconosciuto il potere di portare coattivamente e unilateralmente ad esecuzione i suoi provvedimenti amministrativi, senza dover ricorrere all'organo giurisdizionale. Le tipologie di esecuzione sono essenzialmente due: esecuzione diretta e esecuzione in danno. Fra le singoli applicazioni dell'esecutorietà ad esempio l'art. 823 c.c. al fine di rientrare in possesso dei ben del demanio: è esercitabile l'autotutela possessoria così come le azioni a difesa di proprietà e possesso concesse dal diritto civile;
3. Eccezionalità degli atti amministrativi destinati a fornire certezza legale;

Nonostante l'attività dell'amministrazione sia soggetta alle previsioni di legge non si tratta comunque di un'attività meramente esecutiva della legge; in effetti, nella generalità dei casi, si tratta di un'attività discrezionale dai fini determinati dalle norme costituzionali e legislative.